# Hulukvarn
Hulukvarn är en by väster om Jönköping i Jönköpings kommun. 
2015 avgränsade SCB här en småort. Sedan 2018 räknas området som en del av tätorten Hulukvarn, Ulfstorp och Västersjön.